# به آقا، با عشق
تقدیم با عشق (به انگلیسی: To Sir, with Love) به معنی به آقا، با عشق) فیلمی به کارگردانی جیمز کلیول محصول سال ۱۹۶۷ است. از بازیگران آن می‌توان به سیدنی پوآتیه، جودی گیسون و لولو اشاره کرد.
عنوان تیتراژ فیلم "To Sir with Love" که توسط لولو آواز خوانده شده ، در ایالات متحده به شماره یک رسیده است.این فیلم در فهرست انترتینمنت ویکلی از ۵۰ فیلم برتر دبیرستانی در رتبه ۲۷ قرار گرفت.در سال ۱۹۹۶ دنبالهٔ این فیلم با عنوان به آقا، با عشق ۲ منتشر شد.

## داستان
مارک تاکری، مهاجر گویان به بریتانیا، باید مدت طولانی صبر کند تا در مورد کار مهندسی مورد درخواست خود جواب بشنود. در همین حال، وی یک مقام تدریس در مدرسه متوسطه North Quay در شرق لندن، که اکثر دانش آموزان مدرسه از سایر مدارس رد شده‌اند و رفتار آنها باعث شد که آخرین معلم استعفا دهد، به عنوان یک موقعیت موقت می‌پذیرد…

## بازیگران
- سیدنی پوآتیه در نقش آقای مارک تاکری
- کریستین رابرت
- جودی گیسون
- لولو
- کریستوفر چیتل
- آدرینه پوستا
- گارت رابینسون
- لین سو مون
- آنتونی ویلاروئل
- ریچارد ویلسون
- میکائیل ده بار
- سوزی کندال
- جفری بیلدون
- پاتریشا راوتلج
- ریتا وب
- ماریان استون
- کریس چیتل
- آن بل